# داني إيمرتون
داني إيمرتون (بالإنجليزية: Danny Emerton)‏ هو لاعب كرة قدم بريطاني في مركز نصف الجناح، ولد في 27 سبتمبر 1991 في Beverley ‏ في المملكة المتحدة. لعب مع نورثامبتون تاون وهال سيتي.

## وصلات خارجية
- داني إيمرتون على موقع قاعدة بيانات كرة القدم.إي يو (الإنجليزية)
- داني إيمرتون على موقع Soccerbase.com (لاعب) (الإنجليزية)
- داني إيمرتون على موقع Soccerway.com (الإنجليزية)